# Хосе Донайр Гофкен
Хосе Донайр Гофкен (Ліма, 22 липня 1966) — перуанський письменник, літературний критик, антолог, редактор і культурний популяризатор.

## Життєпис
Він належить до покоління дев'яностих, яке складається з Рікардо Сумалавіа, Івана Тейса, Сезара Сільва Сантістебана, Патрісії де Соузи, Карлоса Арамбуло, Родольфо Ібарра, Карлоса Гарсіа Міранди, Хосе Ґуїха, Карлоса Ренгіфо, Хосе де П'єроли, Оскара Мальки, Персі Галіндо, Густаво Родрігеса, Педро Перес дель Солара та Ірми дель Агіли, серед інших, які народилися в 1960-х роках.
У 1993 році разом з авторами свого покоління та письменником Карлосом Кальдероном Фахардо (1946—2015) він розпочав колективний літературний проєкт, щоб описати життя, смерть і воскресіння британки Сари Еллен, передбачуваної жінки-вампіра, похованої в Піско (Іка), міська легенда, продукт психосоціальної ситуації, встановленої диктатурою Фухіморі. Ця та інші готичні теми позначили його літературну творчість. Він є пропагандистом фантастичних або неможливих оповідей, а також короткої фантастики. Його інтерес обертається навколо експериментального, інтимного та метатекстуального, дистанціюючись від комерційних пропозицій чи модних наративних шаблонів. Хосе присвятив себе викладацькій діяльності, економічній, туристичній та культурній журналістиці та рекламі. Він був редактором журналів Welcome, Rumbos, Volando, Play Perú, Fix100 і Altazor, серед інших, і багато його текстів було опубліковано в Letralia, El Habador, Ciberayllu, Gourmet Latino, Artmotiv, Caretas, Сорти, The Good Wild One, Insula Barataria та ін. З 2008 року він є науковим співробітником Перуанського центру культурних досліджень.
За словами критика Рікардо Гонсалеса Вігіли, Хосе Донайр є одним із сучасних прозаїків із найбільшим експериментальним потенціалом, який створює надзвичайно вільні тексти (від мікрофікції до роману) із особливостями оповіді, але також рефлексивними та лірико-метафоричними, у дуже особистій формі поєднання літератури, фантастики, наукової фантастики, незвичайного детективу, готичної історії та металітературної гри (El cuento peruano 2001—2010, volumen 1, pág. 400). Для дослідника літератури Елтона Онореса те, що викликає занепокоєння у Хосе Донайра, також є метафорою чогось більш жахливого та глибокого, пов'язаного з трансформацією, зміною внутрішнього/зовнішнього вигляду людини, спричиненою її зв'язком із досягненнями науки й техніки (La división del laberinto. Estudios sobre narrativa fantástica peruana contemporánea (1980—2015), pág. 66). За словами письменника Хосе Ґуїха, Хосе Донайр має очевидні знання про різні аспекти культури Просвітництва — міфологію, космогонію, філософію — і зацікавлений у представленні історій, у яких фантастика та наукова фантастика об'єднують поля, які тяжіють до гібридності чи невизначеності (Universos en expansión. Antología crítica de la ciencia ficción peruana: siglos XIX—XXI, pág. 259).
З 2014 року він почав регулярно публікувати тематичні зразки історій про маргінальні наративи, з оповіданнями таких авторів, як Хосе Б. Адольф, Карлос Кальдерон Фахардо, Хосе Ґуїч, Енріке Прохазка, Росіо Сільва Сантістебан, Віктор Корал, Джулія Вонг, Карлос Фрейре, Луїс Фрейре, Карлос Еррера, Юрі Васкес, Альфредо Даммерт, Фернандо Ампуеро, Леонардо Капаррос, Уго Койя, Даніель Сальво, Єніва Фернандес, Мігель Анхель Вальехо Самесіма, Ганс Ротгіссер, Патрісія Колчадо, Клаудія Салазар, Хорхе Валенсуела, Рікардо Сумалавіа, Селенко Вега, Карлос Юшіміто та Ізабель Сабогаль.
Після кількох років роботи в перуанській державі у сферах мистецтва, культурного менеджменту, зв'язків з громадськістю та корпоративної соціальної відповідальності він зараз надає спеціалізовані корпоративні комунікаційні та редакційні послуги приватним і державним організаціям через Grafos & Maquinaciones. З цією компанією він створив незалежний лейбл Maquinaciones Narrativa, присвячений публікації оповідань і романів.

## Прикладні дослідження
Навчався в початковій і середній школі Школи священних сердець Реколета, що належав до 83 класу. Вивчав лінгвістику та іспаномовну літературу в Папському католицькому університеті Перу .

## Доробок

### Романи
- Казкова машина мрії, Ліма, Mercados Consultora y Publicaciones, 1999;
- Сюжет Долі, Ліма, Fondo Editorial de la Pontificia Universidad Católica del Perú, 2003, ISBN 9972-42-609-2;
- Плоть дієслова, Ліма, Ediciones Altazor, 2011, ISBN 978-6124-053-80-1;
- Двійник вампіра, Ліма, Ediciones Altazor, 2012, ISBN 978-612-4122-15-6;
- Темрява за могилою. Темна історія Сари Еллен, графічний роман, ілюстрований Міріам Монтаньо, Ліма, Ediciones Altazor, 2016, ISBN 978-849-2114-22-1.

### Казки
- Між двома затемненнями, Ліма, авторське видання, 2001;
- Панк-пейзаж, Ліма, Ediciones Altazor, 2017, ISBN 978-849-2114-41-2.

### Короткі розповіді
- Ревербераційна піч, Ліма, Mundo Ajeno Editores, 2007, ISBN 978-9972-2938-3-2;
- Ars brevis, Ліма, Редакційна група круглого столу, 2008, ISBN 978-603-45273-2-4;
- Харухіко і Джінебра, дуже короткий роман у дванадцяти частинах, Ліма, Muro de Carne Editores, 2009.

### Літературна критика
- Стежки та обійстя. Примітки до деяких останніх перуанських романів, Ліма, Ediciones Altazor, 2013, ISBN 978-612-4122-89-7[4]

### Твори для дітей та молоді
- Секрет Лостреса, Ліма, Bruño Editorial Association, 2011, ISBN 978-9972-1-1128-0;
- Куди я подів свої іграшки?, (у співавторстві з Ненсі Плазоллес), Lima, Bruño Editorial Association, 2011, ISBN 978-9972-1-1177-1;
- Я вже себе бачив!, (у співавторстві з Ненсі Плазоллес), Lima, Bruño Editorial Association, 2011, ISBN 978-9972-1-1322-2;
- Сонячний день, (у співавторстві з Nancy Plazolles), Lima, Bruño Editorial Association, 2011, ISBN 978-9972-1-1344-4;
- Велич Віракучі, Ліма, Ediciones Altazor, 2013, ISBN 978-612-4122-93-4;
- Паломник на ім'я Вічама, Ліма, Ediciones Altazor, 2013, ISBN 978-612-4122-57-6;
- Подвиги Паріакаки, Ліма, Ediciones Altazor, 2013, ISBN 978-612-4122-56-9;
- Пробудження Амару, Ліма, Ediciones Altazor, 2013, ISBN 978-612-4122-55-2;
- Монстри 1.1, Ліма, колекція Arlequines-Ediciones Altazor, 2014;
- The UFO of the Swamps, Мехіко, Mar Abierto-Pearson, 2016, ISBN 978-607-32-3888-5;
- Міф про Інкаррі, намальований у коміксі Роджера Гальвана, Ліма, Imaginería, 2017.

### Оповідання в антологіях
- Зустріч оповідачів. Перспективи перуанського наративу 90-х років (презентація Антоніо Корнехо Полари), Ліма, APPAC, 1990;
- Проклята моя любов (Хав'єр Аревало та Лусіла Перейра, упорядники), Ліма, Signo Tres, 2002, ISBN 9972-9577-05;
- Перуанська наукова фантастика, Eridano, Alfa Eridani Додаток № 10, 2005;
- Ми народжені, щоб втрачати (Габріель Рімачі, упорядник), Ліма, Касатомада, 2007, ISBN 978-9972-2664-5-4;
- Порода мрії (вибір Gonzalo Portals), Ліма, непродажне видання, 2007;
- 17 фантастичних перуанських оповідань (вибірка та пролог Габріеля Рімачі та Карлоса Сотомайора), Ліма, Касатомада, 2008, ISBN 978-612-46031-1-2;
- Блошиний цирк. Перуанська міні-фантастика (вибір і пролог Роні Васкеса), Ліма, Мікрополіс, 2012, ISBN 978-612-46004-6-3;
- Перуанська казка 2001—2010 (вибір і пролог Рікардо Гонсалеса Вігіли), том 1, Ліма, Ediciones Copé, 2013, ISBN 978-612-4202-03-2 ;
- Уйваландія. Антологія про перуанських тварин (передмова Данило Санчес Ліхон), Ліма, Ediciones Altazor, 2013, ISBN 978-612-4122-99-6;
- Лекції в Перу. Нові та мікрорецити, Nanterre, Caroline Lepage (редактор), 2013;
- Acracia (Джулія Вонг і Серхіо Фонт, упорядники), Гвадалахара, Cartonera Binacional Перу-Мексика, 2014;
- Десять на десять. Антологія перуанського оповідання (вибір і пролог Мігеля Анхеля Вальехо Самешіми), Ліма, Ediciones Altazor, 2016;
- 69. Антологія еротичних оповідань І (вибране, пролог і примітки Альберто Бенза), Ліма, Ediciones Altazor, 2016;
- Коротко про Латинську Америку (вибір і пролог Серхіо Гаут Вел Хартман), Mexico DF, Universidad Autónoma Metropolitana, 2016, ISBN 970-654-517-4;
- Цілком дякую. Наративна данина Soda Stereo (вибір і пролог Віллі дель Позо), Ліма, Ediciones Altazor, 2017, ISBN 978-612-4215-27-8;
- Уривки фантастичного. Антологія оповідань фантастичного виразу в Перу (вибір, примітки та передмова Одрі Луєр), Ліма, Maquinaciones Narrativa, 2017, ISBN 978-612-46177-9-9;
- Всесвіти, що розширюються. Критична антологія перуанської наукової фантастики: XIX—XXI ст (вибір і пролог Хосе Ґюїха), Ліма, Редакційний фонд Університету Ліми, 2018. ISBN 978-9972-45-433-2;
- Блабіринти (Baltasar Andurriales, упорядник), Ліма, Tierra Baldía, 2018. ISBN 978-612-47756-0-4;
- Дивні істоти (Alejandro Susti, José Güich і Carlos López Degregori, упорядники), Lima, Editorial Fund of University of Lima, 2018;
- Тривожні історії (Альфредо Даммерт, упорядник), Lima, Machinations Narrative, 2018;
- За межами реального. Антологія фантастичної перуанської казки 21 століття (дослідження та вибір Елтона Онореса), Ліма, Ediciones Altazor, 2018. ISBN 978-612-4420-01-6.

### Вірші в антологіях
- Покоління дев'яностих (вибір Сантьяго Ріссо), Ліма, Національна бібліотека Перу, 1996, ISBN 9972-611-08-X;
- Він жив серед нас. Хосе Ватанабе та сучасна поезія (передмова Мігеля Ільдефонсо), Ліма, Paracaídas Editores, 2008;
- Антологія фіналістів XIV бієнале поезії, Ліма, Ediciones Copé, 2011, ISBN 978-9972-606-85-4.

### Про автора
- Pater Putativus. Muestra de relatos, semblanzas e imágenes por los 50 julios de José Donayre (selección y prólogo de Willy del Pozo), Lima, Ediciones Altazor, 2016. [Publicación que reúne aportes de César Anglas, Alberto Benza, Leonardo Capa, Micky Bolaños, Daniel Collazos, Alfredo Dammert, Willy del Pozo, Vedrino Lozano, Rodrigo Maruy, Lucía Noboa Herrera, Eugenio Oliveira, Alejandra P. Demarini, Raúl Quiroz, Carlos Rengifo, Hans Rothgiesser, Jorge Ureta, Miguel Ángel Vallejo, Óscar Gallegos, Daniel Salvo, Stalin Alva y Daniel Maguiña.]

### Як антолог
- 201. Сторона А. Антологія мікрооповідань , (спільно з Девідом Роасом), Ліма, Ediciones Altazor, 2013, ISBN 978-612-4122-65-1;
- 201. Сторона Б. Антологія мікрооповідань, (спільно з Девідом Роасом), Ліма, Ediciones Altazor, 2014, ISBN 978-612-4215-29-2;
- Страшно і захоплююче. Антологія перуанських казок про чудовиська, Ліма, Ediciones Altazor, 2014, ISBN 978-612-4122-96-5;
- Ультрафіолетовий. Антологія садистської історії в Перу, Ліма, Ediciones Altazor, 2014, ISBN 978-612-4215-52-0;[5]
- Продам марсіан. Зразок перуанських науково-фантастичних оповідань, Ліма, Ediciones Altazor, 2015, ISBN 978-612-4215-87-2;
- Таємнича Долина Пуми. Десять історій про каву, Ліма, Махінації, 2016, ISBN 978-612-46177-4-4;
- Руки вгору! Зразок поліцейської історії в Перу, Ліма, Ediciones Altazor, 2016, ISBN 978-849-2114-03-0;
- Тринадцять разів Сара. Проект Хосе Донайра, Ліма, Ediciones Altazor, 2017, ISBN 978-849-2114-39-9;
- Куб сексу. Двадцять сім історій про жіночу сексуальність у Перу, написаних жінками , Ліма, Ediciones Altazor, 2017, ISBN 978-612-4215-34-6;
- Найкраще з піску. Антологія альтазорських оповідань, Ліма, Ediciones Altazor, 2018, ISBN 978-612-4215-95-7.
- Чарівний Рай Сонця. Десять історій про перуанські овочі та фрукти, Ліма, Наративні махінації, 2018.
- 21 історія про незалежність Перу, Ліма, Ediciones Copé, 2019.
- Маріо і письменники. Двадцять сім варгаслосіанських оповідань, Ліма, Altazor Editions, 2019.
- Супергерої. Зразок перуанського епосу, Ліма, Altazor Editions, 2019.

## Призи та конкурси
- Друге місце в номінації оповідання на Квіткових іграх PUCP у 1988 році з оповіданням «El sueño de Borges»;
- Почесна згадка на конкурсі El Cuento de las Mil Palabras від журналу Caretas у 1989 році за оповідання «El Ganges en Lima»;
- Фіналіст ІІ Премії за короткий роман Книжкової палати Перу 2009 з La descarnación del verb;
- Фіналіст XIV бієнале поезії «Copé Award 2010» із Inconsclusion.
- Лауреат премії Luces 2016 від газети El Comercio в категорії «Найкращий комікс» за мультфільм Tinieblas de ultratumba. Темна історія Сари Еллен.

## Публікації у віртуальній пресі
- Блоги Хосе Донайра.

### Літературна критика
- Цей рот мій.
- На моїх полицях.

### Про свою роботу
- Харухіко і Гвіневра.
- Ars brevis.
- Відбиваюча піч.
- Двійник вампіра.